# Beqir Kosova
Beqir Kosova (ur. 20 maja 1949) – albański strzelec, olimpijczyk. 
Brał udział w Letnich Igrzyskach Olimpijskich 1972. Startował w jednej konkurencji, w której zajął 66. miejsce.
W 1981 roku na mistrzostwach Europy zajął siódme miejsce w konkurencji karabinu małokalibrowego leżąc, 50 m (597 punktów).

## Wyniki olimpijskie
| Igrzyska | Konkurencja                       | Wynik                            | Miejsce |
| -------- | --------------------------------- | -------------------------------- | ------- |
| IO 1972  | Karabin małokalibrowy leżąc, 50 m | 587 punktów (100-96-98-98-99-96) | 66.     |